# 메이지촌 (오카야마현)
메이지촌(明治村)은 오카야마현 시쓰키군에 있던 촌이다. 현재의 이바라시에 해당한다.

## 역사
- 1889년 6월 1일 - 정촌제 시행에 의해 시쓰키군 야마노에촌이 발족하였다.
- 1954년 5월 1일 - 요시이정, 교와촌, 미하라촌과 합병해 새로운 요시이정이 신설하여 폐지되었다.

## 참고문헌
- 角川日本地名大辞典 33 岡山県
- 『市町村名変遷辞典』東京堂出版、1990年。